# Поняти
Поняти (пол. Poniaty) — село в Польщі, у гміні Перлеєво Сім'ятицького повіту Підляського воєводства.
Населення — 34 особи (2011).
У 1975-1998 роках село належало до Ломжинського воєводства.

## Демографія
Демографічна структура станом на 31 березня 2011 року:
|          | Загалом | Допрацездатний вік | Працездатний вік | Постпрацездатний вік |
| -------- | ------- | ------------------ | ---------------- | -------------------- |
| Чоловіки | 17      | 3                  | 14               | 0                    |
| Жінки    | 17      | 1                  | 8                | 8                    |
| Разом    | 34      | 4                  | 22               | 8                    |